# Trichoplusia kalitura
Trichoplusia kalitura là một loài bướm đêm trong họ Noctuidae.